# Juan Risso
Juan Nazareno Risso (General Pirán, 3 settembre 1942) è un ex calciatore argentino, di ruolo attaccante.

## Palmarès
- Ligue 2: 1

Ajaccio: 1967